# Церковь Святой Троицы в Сходне
Церковь Святой Троицы в Сходне (Троицкая церковь) — православный храм в районе Сходня города Химки Московской области. Относится к Сергиево-Посадской епархии Русской православной церкви.

## История
Первый храм на полустанке Сходня построили на свои деньги местные жители в 1903 году. Освящённый во имя Святой Живоначальной Троицы храм принадлежал приходу села Черкизово, был деревянным, не имел колокольни, службы проходили только в тёплый сезон. В 1907 году на средства купца И. Н. Проскурякова и пожертвования прихожан воздвигли теплый придельный храм во имя Святителя Николая. В январе 1909 года деревянный храм полностью сгорел.
На месте сгоревшей церкви было решено построить новый каменный храм. Созданием церкви занимался архитектор Флегонт Воскресенский, который выбрал для будущего храма неорусский стиль. В 1910 году строительство было окончено и епископ Дмитровский Трифон (Туркестанов) совершил чин освящения храма.
Храм пережил Октябрьскую революцию и действовал до 1936 года, затем, как и многие другие храмы, был закрыт и разорен. В советское время в здании церкви сначала был склад, потом кинотеатр, в 1980-х годах в неё работала гранитная мастерская. Возрождение храма началось перед распадом СССР. Указом митрополита Крутицкого и Коломенского Ювеналия в 1990 году настоятелем был назначен священник Николай Рыженков. Освобождения здания храма Рыженкову и прихожанам пришлось добиваться через арбитражный суд. 14 января 1990 года — после многих лет запустения — в обновлённой церкви Святой Троицы была совершена первая Божественная литургия.
Чин освящения храма в 1996 году совершил митрополит Ювеналий (Поярков). В 2006 году было построено новое церковное здание, включающее в себя крестильный храм во имя Святого Иоанна Предтечи, помещение для воскресной школы, трапезную и помещения для отдыха служителей. Когда в 2010 году храм отмечал свое столетие, Ювеналий возглавил торжественное празднование этого события.
Во дворе Троицкой церкви находится часовня, освящённая в память святой Матроны Московской, которая в 1950—1952 годах жила в Сходне в доме по ул. Курганная, 23 у дальних родственников в семье Курочкиных; здесь же она умерла 2 мая 1952 года.